# Cementiri de Mingorrubio
El cementiri de Mingorrubio està situat al municipi de Madrid, situat a les proximitats del nucli de Mingorrubio, al districte d'El Pardo. És conegut per albergar diversos alts càrrecs de la dictadura franquista. El cementiri va ser construït l'any 1969, amb caràcter d'urgència, i va ser gestionat fins al 1975 per Patrimoni Nacional. Després de la mort de Francisco Franco, es va cedir a l'Ajuntament de Madrid.
El 24 d'octubre de 2019, les restes mortals del dictador espanyol Francisco Franco van ser exhumades del Valle de los Caídos i traslladades al cementiri de Mingorrubio.

## Llista de personalitats inhumades
Entre els enterrats es troben:
- Francisco Franco Bahamonde, militar i dictador espanyol. Hi fou reubicat després de ser exhumat del Valle de los Caídos.
- Carmen Polo, muller de Francisco Franco
- Carmen Franco, única filla de Francisco Franco i Carmen Polo.
- Carlos Arias Navarro, president del govern d'Espanya.
- Luis Carrero Blanco, president del govern d'Espanya.
- Joaquín Calvo Sotelo, dramaturg.
- Josep Banús i Masdeu, constructor.
- Rafael Trujillo Molina, dictador dominicà.
- Francisco Fernández Ordóñez, Ministre d'Hisenda d'Espanya i Ministre d'Afers exteriors i de Cooperació.
- Félix Álvarez-Arenas Pacheco, Ministre de l'Exèrcit d'Espanya.
- Francisco Franco Salgado-Araujo, cosí de Francisco Franco
- Francisco Tomàs i Valiente, president del Tribunal Constitucional d'Espanya
- Luis Gutiérrez Soto, arquitecte autor de l'edifici del Ministeri de l'Aire d'Espanya
- Ramón Andrada Pfeiffer, arquitecte de la Casa Real d'Espanya.
- Daniel Vázquez Díaz, pintor.
- José María Jover, historiador.
- Antonio Rumeu de Armas, acadèmic de la Reial Acadèmia de la .Història.
- Diego Prado i Colón de Carvajal, descendent de Cristóbal Colón.
- Nemesio Fernández-Cuesta, Ministre de Comerç d'Espanya.
- Pablo Martín Alonso, Ministeri de l'Exèrcit d'Espanya.
- Juan José Rosón, Ministeri de l'Interior d'Espanya amb la UCD d'Alfonso Suárez.
- Demetrio Carceller Segura, Ministre d'Indústria d'Espanya.
- Pedro Nieto Antúnez, Ministeri de Marina d'Espanya.[4]
- Carlos Iniesta Cano, militar.

Altres panteons de famílies notables: Escrivá de Balaguer, Sorolla, Malo de Molina, Delibes i Oreja.